# Que Sera, Sera (Whatever Will Be, Will Be)
Que Sera, Sera (Whatever Will Be, Will Be) (прев. Шта буде, биће) је песма Дорис Деј објављена 1956. а написана од стране Џеја Ливингстона и Реја Еванса. Песма је премијерно емитована у Хичкоковом филму Човек који је превише знао а у којем главну улогу има Дорис Деј. Од 1968. до 1973. песма је коришћена за уводну шпицу Дејиног ситкома The Doris Day Show и по овој песми је постала препознатљива. 